# Eems-2600tons-Typ
Der Eems-2600tons-Typ ist ein Küstenmotorschiffstyp der niederländischen Reederei Amasus Shipping.
Der Schiffstyp wurde von Van der Plas Shipbuilding in Hendrik-Ido-Ambacht entworfen und im Auftrag von Van der Plas Shipbuilding in Vietnam von Hong Ha Shipyard Company und 189 Ship Yard gebaut. Auftraggeber war Amko Shipping, ein Gemeinschaftsunternehmen von Amasus Shipping in Delfzijl und Chr. Kronet & Zonen in Werkendam. Insgesamt wurden zwölf Schiffe des Typs gebaut.

## Beschreibung
Der Antrieb der Schiffe erfolgt durch einen Viertakt-Sechszylinder-Dieselmotor des Herstellers Anglo Belgian Corporation (Typ: 6DZC) mit 1.104 kW Leistung angetrieben, der über ein Untersetzungsgetriebe auf einen Verstellpropeller wirkt. Die Schiffe erreichen 10 kn. Sie sind mit einem Bugstrahlruder mit 200 kW Leistung ausgestattet.
Für die Stromerzeugung stehen ein Wellengenerator mit 232 kW Leistung (Scheinleistung: 290 kVA) sowie ein Dieselgenerator mit 120 kW Leistung (Scheinleistung: 150 kVA) zur Verfügung. Für den Not- und Hafenbetrieb wurde ein Dieselgenerator mit 62 kW Leistung (Scheinleistung: 77 kVA) verbaut.
Das relativ flache Deckshaus befindet sich im hinteren Bereich der Schiffe. Die Masten der Schiffe können geklappt werden, so dass Brücken über Flüsse und Kanäle unterquert werden können. Die Höhe der Schiffe beträgt im unbeladenen Zustand bei geklappten Masten ab der Wasserlinie rund 8,7 Meter. Die Schiffe sind für die Fahrt auf dem Rhein geeignet.
Vor dem Deckshaus befindet sich der Laderaum, der mit neun Stapellukendeckeln verschlossen wird. Die Lukendeckel werden mithilfe eines Lukenwagens bewegt. Der Laderaum ist boxenförmig. Er ist 56,19 Meter lang und 9,00 Meter breit. Die Tiefe des Laderaums beträgt 6,70 Meter. Die Schiffe können mit zwei Schotten ausgerüstet werden, die an fünf Positionen errichtet werden können. Die Tankdecke kann mit 12,0 t/m², die Lukendeckel mit 1,6 t/m² belastet werden.

## Schiffe
| Eems-2600tons-Typ                                                         | Eems-2600tons-Typ              | Eems-2600tons-Typ | Eems-2600tons-Typ               | Eems-2600tons-Typ                      |
| Bauname                                                                   | Bauwerft Baunummer             | IMO-Nummer        | Stapellauf Ablieferung          | Umbenennungen und Verbleib             |
| ------------------------------------------------------------------------- | ------------------------------ | ----------------- | ------------------------------- | -------------------------------------- |
| Christiaan                                                                | Hong Ha Shipyard Company HH-01 | 9421611           | 24. November 2006 27. Juni 2007 | 2007: Eems Sprinter, 2022: H&S Honesty |
| Eems Stream                                                               | Hong Ha Shipyard Company HH-02 | 9421623           | 19. Juli 2007 26. November 2007 | 2008: Albertus F, 2013: Frisian River  |
| Maria                                                                     | Hong Ha Shipyard Company HH-03 | 9421635           | 5. März 2008                    | 2008: Eems Spirit, 2008: Rimini        |
| Laurina                                                                   | Hong Ha Shipyard Company HH-04 | 9421647           | 7. Juli 2008                    | 2008: Eems Sky                         |
| Eems Star                                                                 | Hong Ha Shipyard Company HH-05 | 9421659           | 5. November 2008                | 2024: H&S Patience                     |
| Eems Sun                                                                  | Hong Ha Shipyard Company HH-06 | 9431587           | 15. Februar 2009                |                                        |
| Eems Spring                                                               | 189 Ship Yard 2600-01          | 9503524           | 12. November 2009               |                                        |
| Eems Space                                                                | 189 Ship Yard 2600-02          | 9503536           | 24. Juni 2009 5. Februar 2010   | 2016: Eems Sea                         |
| Eems Servant                                                              | 189 Ship Yard 2600-09          | 9559602           | 20. Mai 2010                    |                                        |
| Eems Solar                                                                | 189 Ship Yard 2600-10          | 9559614           | 2. Juni 2010 30. Juli 2010      |                                        |
| Eems Spirit                                                               | Hong Ha Shipyard Company HH-11 | 9559626           | 7. August 2010                  |                                        |
| Eems Stream                                                               | Hong Ha Shipyard Company HH-12 | 9559638           | 8. September 2010               |                                        |
| Daten: Stichting Maritiem-Historische Databank / BV Fleet, Bureau Veritas |                                |                   |                                 |                                        |

Die Schiffe, die unter der Flagge der Niederlande fahren, werden von EemsWerken in Werkendam bereedert und von Amasus Shipping in Delfzijl befrachtet. Heimathafen der Schiffe ist Delfzijl.
Die 2007 gebaute Eems Stream (IMO-Nr. 9421623) wurde bereits 2008 verkauft und in Albertus F umbenannt. 2013 wurde das Schiff erneut verkauft und fährt seitdem als Frisian River für die Reederei Boomsma Shipping in Sneek.

### Projekt „Shore Support“
Amasus Shipping beteiligte sich u. a. mit der Eems Sprinter und der Rimini an dem im Jahr 2009 durchgeführten Projekt „Shore Support“ des niederländischen Forschungsinstituts TNO. Das Projekt hatte zum Ziel zu untersuchen, inwieweit im Küstenverkehr eingesetzte Schiffe mit Antriebsmaschinen mit mehr als 749 kW Leistung einen Leitenden Ingenieur benötigen, oder ob diese Position auch durch einen „Maritimen Offizier“, der sowohl im nautischen als auch im technischen Bereich qualifiziert ist, und landseitige, technische Unterstützung, die jederzeit zur Verfügung steht, ersetzt werden kann. Der „Maritime Offizier“ könnte durch seine nautische Qualifikation wiederum die nautischen Offiziere an Bord entlasten.